# Commidendrum
Commidendrum es un género de cuatro especies de árboles y arbustos pertenecientes a la familia Asteraceae, endémicos de la Isla Santa Helena en el sur del Océano Atlántico. Comprende 6 especies descritas y solo 5 aceptadas.

## Taxonomía
El género fue descrito por A. P. de Candolle y publicado en Archives de Botanique 2: 334. 1833.

## Especies
A continuación se brinda un listado de las especies del género Commidendrum aceptadas hasta junio de 2011, ordenadas alfabéticamente. Para cada una se indica el nombre binomial seguido del autor, abreviado según las convenciones y usos.
- Commidendrum burchellii (Hook.f.) Benth. & Hook.f. ex Hemsl.
- Commidendrum robustum (Roxb.) DC.
- Commidendrum rotundifolium (Roxb.) DC.
- Commidendrum rugosum (Aiton) DC.
- Commidendrum spurium (G. Forst.) DC.